# Alfredo Arias
Alfredo Arias (Alfredo Rodríguez Arias) (Lanús, Provincia de Buenos Aires, Argentina; 4 de marzo de 1944) es un actor, director y regidor argentino residente en Francia desde 1969.

## Trayectoria
Uno de los artistas argentinos con mayor repercusión internacional, especialmente en Europa desde la escenificacion de Eva Perón de Copi en París se inició en el Instituto Di Tella donde hizo Drácula en 1966. Ha realizado puesta en escena de ópera -La carrera del libertino de Ígor Stravinsky y Muerte en Venecia de Benjamin Britten entre otras- y dirigido espectáculos distinguidos con valoración de la crítica y público. Cabe destacar Las aves de Aristófanes en la Comédie-Française,  Las criadas de Jean Genet, Mortadela, La mujer sentada inspirada en la obra de Copi y protagonizada por su actriz preferida, Marilú Marini también laureada intérprete de Nini (un homenaje a Niní Marshall) y Familia de artistas con Iris Marga inspirada en la familia de Lida Martinoli, Madame de Sade donde él interpretó a Madame y La ronda de Arthur Schnitzler en el Théâtre de l'Odéon.
Fue invitado al Festival de Aviñón para dirigir La tempestad de William Shakespeare y ha trabajado en la Ópera de la Bastilla, Théâtre du Châtelet, Festival d'Aix-en-Provence, Opéra de Caen, Spoleto, Scala de Milán, Turín, Teatro Colón -Les Indes galantes, The Rake's Progress; Les Contes d'Hoffmann; Les Mamelles de Tiresias; La corte de Faraón en el Teatro de la Zarzuela de Madrid; María de Buenos Aires; Bomarzo de Alberto Ginastera y otras.
Recibió el Premio Molière de Honor, el Premio Konex de Platino y dirigió el Centre Dramatique Nacional d’Aubervilliers.
En cine ha dirigido Fuegos (1987) con Vittorio Mezzogiorno y Ángela Molina, Bella vista (1991) y Fanny camina (2021), codirigida con Ignacio Masllorens y protagonizada por Alejandra Radano y la artista Nicola Costantino.
Es caballero de la Orden de las Artes y las Letras.

## Publicaciones
- Alfredo Arias, René de Ceccaty, Rubén Alterio - Le Père Noël du siècle, 1999, Éditions du Seuil
- Alfredo Arias, René de Ceccaty, Rubén Alterio - Peines de coeur d'une chatte française, 1999, Éditions du Seuil
- Alfredo Arias - Folies Fantôme, 1997, éditions du Seuil.
- Alfredo Arias - L’écriture retrouvée - Entretiens avec Hervé Pons, 2008, éditions du Rocher.
- Alfredo Arias, José Cuneo - El Tigre, 2014, Edhasa.

## Obras
- Histoire du Théâtre
- Famille d'Artistes, con Kado Kostzer.
- Mortadela
- Fous des Folies
- Faust Argentin
- Peines de cœur d'une chatte française, con René de Ceccatty
- 2002: Concha Bonita, con René de Ceccatty
- La Belle et les Bêtes, con René de Ceccatty
- 2007: Divino Amore, con René de Ceccatty